# Братковское сельское поселение (Краснодарский край)
Братковское сельское поселение — муниципальное образование в составе Кореновского района Краснодарского края России. 
В рамках административно-территориального устройства Краснодарского края ему соответствует Братковский сельский округ.
Административный центр — село Братковское.

## Население
| 2010  | 2012  | 2013  | 2014  | 2015  | 2016  | 2017  |
| ----- | ----- | ----- | ----- | ----- | ----- | ----- |
| 2635  | ↘2633 | ↗2634 | ↘2626 | ↗2650 | ↘2643 | ↗2644 |
| 2018  | 2019  | 2020  | 2021  | 2023  |       |       |
| ↘2605 | ↘2581 | ↘2562 | ↘2410 | ↘2360 |       |       |

## Населённые пункты
В состав сельского поселения (сельского округа) входят 5 населённых пунктов:
| № | Населённый пункт | Тип населённого пункта | Население (чел.) |
| - | ---------------- | ---------------------- | ---------------- |
| 1 | Братковское      | село                   | ↗1371            |
| 2 | Журавский        | хутор                  | ↗1264            |